# Stefan Welew
Stefan Dimitrow Welew (bułg. Стефан Димитров Велев; ur. 2 maja 1989 w Sofii) – bułgarski piłkarz, grający na pozycji pomocnika w bułgarskim klubie Botew Wraca.

## Kariera klubowa
Welew zaczął grać w piłkę w czasach szkolnych w Septemwri Sofia, skąd trafił do Sławii Sofia. Karierę seniorską rozpoczął w 2008 w Łokomotiwie Stara Zagora. Jako zawodnik tego klubu został uznany najlepszym zawodnikiem sezonu 2008/2009. W 2009 przeszedł do PFK Lubimec 2007. W 2010 został zawodnikiem Beroe Stara Zagora, a w styczniu 2013 trafił do Lewskiego Sofia, z którym podpisał dwuipółletni kontrakt. W nowym klubie zadebiutował 3 marca 2013 w meczu Czernomorcem Burgas. We wrześniu 2015 podpisał kontrakt na jeden sezon z Łokomotiwem Płowdiw.

## Kariera reprezentacyjna
W reprezentacji Bułgarii zadebiutował 29 maja 2012 w przegranym 0:2 meczu towarzyskim z Turcją rozegranym w Salzburgu.